# Microsema uxiaria
Microsema uxiaria är en fjärilsart som beskrevs av Walker 1860. Microsema uxiaria ingår i släktet Microsema och familjen mätare. Inga underarter finns listade i Catalogue of Life.